# Лионский залив
Лио́нский зали́в (фр. Golfe du Lion, Golfe du Lyon) — залив в западной части Средиземного моря у южного побережья Франции. Крупнейшие порты — Марсель и Сет.

## География и гиидрография

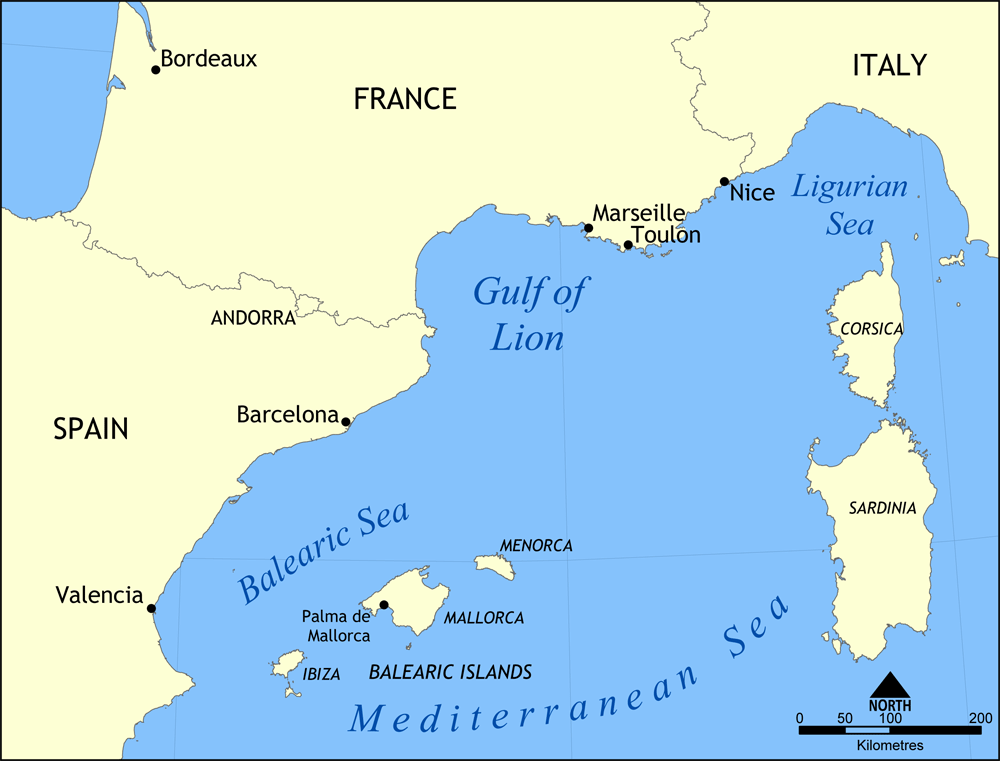
Лионский залив между Балеарским и Лигурийским морями

Залив расположен в западной части Средиземного моря и омывает юго-западное побережье Франции. Протяжённость — от испанской границы (мыс Креус) на западе до Тулона и устья Роны на востоке. Длина 93 км, ширина у входа 245 км, глубины свыше 1000 м, вдоль побережья широкий мелководный материковый шельф. Приливы неправильные полусуточные до 0,2 м.
В залив впадают реки (с запада на восток) Тек, Тет, Од, Орб, Эро, Видурль и Рона. Вглубь суши ведут также многочисленные каналы. Береговая линия включает восточные отроги Пиренеев, несколько лагун, дельту Роны и известняковые холмы близ Марселя. Берега низменные на западе и севере, возвышенные и крутые на востоке. Крупнейшие порты залива — Марсель и Сет. На побережье Лангедока — многочисленные мелкие рыбацкие порты.
Отличительная черта климата залива — сухой холодный ветер, приходящий с севера, со стороны Альп через долину Роны и известный как мистраль.